# Sunraysia Highway
Der Sunraysia Highway ist eine Fernstraße im Westen des australischen Bundesstaates Victoria. Er verbindet den Western Freeway nordwestlich von Ballarat mit dem Calder Highway südlich von Ouyen.

## Verlauf
Der Sunraysia Highway zweigt ca. 10 km nordwestlich von Ballarat vom Western Freeway (NM8) nach Nordwesten ab. Bei Avoca kreuzt er den Pyrenees Highway (B180) und stößt in St. Arnaud auf den Wimmera Highway (B240). Weiter führt ihn sein Weg nach Nordwesten, wo er in Donald auf den Borung Highway (C234 / C239) trifft und mit ihm gemeinsam bis Litchfield verläuft.
Dort zweigt er nach Norden ab und erreicht nach 54 km Birchip, wo er nach Westen abknickt, 11 km weiter knickt er wieder scharf nach Norden und Nord-Nordwesten ab. Südlich von Lascelles zweigt nach Westen der Henty Highway (B200) ab. 11 km südlich von Ouyen erreicht der Sunraysia Highway den Calder Highway (A79) und endet.

## Bedeutung
Der Sunraysia Highway verläuft im Wesentlichen parallel zum Calder Highway, jedoch ca. 60 km weiter westlich.
Damit verbindet er landwirtschaftliche Zentren des westlichen Victoria miteinander, in denen Getreide und Wein angebaut und Vieh gezüchtet wird. Auch gibt es in diesem Gebiet viele Nahrungsmittel verarbeitende Betriebe und auch der Tourismus spielt eine gewisse Rolle.
Der Highway verbindet diese Zentren mit den Märkten und Häfen im Süden Victorias und in South Australia.

## Geschichte
Früher hieß die Fernstraße North Western Highway. Erst in den 1960er-Jahren erhielt sie ihren heutigen Namen.

## Ausbauzustand
Die Straße ist auf der gesamten Länge zweispurig mit unbefestigtem Bankett. Es gibt keine Überholspuren.